# Sablatnig P.III
Il Sablatnig Sab P III era un monomotore di linea ad ala alta a parasole sviluppato dall'azienda aeronautica tedesca Sablatnig Flugzeugbau GmbH nei primi anni venti del XX secolo e prodotto, oltre che dalla stessa, anche dall'estone Dwigatel, su licenza.
Destinato al difficile mercato dell'aviazione commerciale dopo il termine della prima guerra mondiale, fu uno dei primi modelli tedeschi (il primo secondo la pubblicazione Flight del 4 agosto 1921) tra quelli specificatamente progettati per il trasporto passeggeri ed approvati dall'Interallierte Luftfahrt-Überwachungs-Kommission (ILÜK), Commissione interalleata di controllo sull'aviazione, per la produzione in serie nella nuova realtà nazionale tedesca, la Repubblica di Weimar, dopo il termine della prima guerra mondiale.

## Storia del progetto
Con il termine del conflitto, dopo la ratifica del Trattato di Versailles del 1919 e le imposizioni pretese dalle nazioni della Triplice intesa, l'aviazione dell'oramai smembrato Impero tedesco era stata drasticamente ridotta ed i voli, dopo un iniziale divieto imposto dalle potenze vincitrici, ripresero solo dopo qualche tempo limitatamente ai servizi di trasporto civile. La timida rinascita del mercato dell'aviazione nella neofondata Repubblica di Weimar indusse alcune aziende a sviluppare nuovi modelli espressamente progettati per sostituire i pochi velivoli residuati bellici convertiti a tale scopo.
Dopo la Fokker, che realizzò il Fokker F.II, produzione poi spostata nei Paesi Bassi, e la Junkers che sviluppò lo Junkers F 13, anche la Sablatnig avviò lo sviluppo di un nuovo modello sulle specifiche emesse dalle compagnie aeree nazionali.
Il progetto venne affidato a Hans Seehase che disegnò un modello dall'impostazione moderna, un monomotore caratterizzato dalla velatura monoplana e dal compartimento passeggeri chiuso.

## Impiego operativo
Il P.III entrò in servizio dai primi anni venti con diverse compagnie aeree nazionali ed estere, tra cui Luftverkehr Sablatnig, diventata poi Lloyd Luftverkher Sablatnig, Deutsche Luft Hansa, Danish Air Express, Aeronaut, venendo acquistato anche dalle Forze aeree svizzere che lo utilizzarono come trasporto militare.

## Utilizzatori

### Civili
(lista parziale)
 Germania
- Deutsche Luft Hansa
- Lloyd Luftverkher Sablatnig

 Danimarca
- Danish Air Express

 Estonia
- Aeronaut

### Militari
Svizzera
- Forze aeree svizzere